# Ђулијано (Потенца)
Ђулијано (итал. Giuliano) је насеље у Италији у округу Потенца, региону Базиликата.
Према процени из 2011. у насељу је живело 330 становника. Насеље се налази на надморској висини од 944 м.